# Liste des concepts de la philosophie
Cette liste des concepts philosophiques regroupe de manière structurée les principaux concepts de la philosophie, alors que le Glossaire de philosophie les propose en ordre alphabétique et de façon plus exhaustive. Les présents concepts doivent être différenciés des théories philosophiques élaborées par les auteurs.

## Situation des concepts philosophiques dans les champs du savoir.
La philosophie, en bonne place dans l'ancienne Classification décimale de Dewey, où la psychologie était une partie de la philosophie, est désormais à égalité avec la psychologie et partage la même rubrique dans la Classification décimale universelle (CDU). Même si la philosophie conserve assez nettement son champ de concepts (par exemple l'hybris revient au champ philosophique), on assiste à davantage d'interdisciplinarité au fur et à mesure des progrès du savoir (ainsi, le concept de libido, qu'elle peut employer, se trouve dans les listes de concepts de la psychologie). De même, les travaux de Pierre Bourdieu sont à l'exacte intersection de la philosophie et de la sociologie. Les concepts philosophiques se situent dans le domaine de la rationalité discursive, et encore davantage depuis le Tournant linguistique. Mais dans L'Erreur de Descartes, Antonio Damasio ne manque pas de souligner l'insuffisance de la prise en compte des affects par la philosophie. 
Il apparaît que le développement des sciences de l'homme et la connaissance du vivant (anthropologie, psychologie, sociologie, biologie, écologie...) ont des répercussions bien au-delà de la simple théorie de la connaissance. La connaissance du vivant a des implications capitales dans tous les domaines de la philosophie : métaphysique, épistémologie, éthique, politique... ainsi que dans les sciences : physique, chimie, et les techniques associées.

## Épistémologie
Ce paragraphe contient des concepts concernant les domaines suivants :
- La philosophie de la connaissance
- la logique philosophique
- la philosophie des sciences

### Concepts logiques
- attribut
- Antinomie
- Inférence
- Abduction
- Déduction et induction
- déduction
- induction
- Démonstration
- Logique
- Interprétation logique
- Sophismes et paralogismes
- Prémisse
- Syllogisme
- Raisonnement
- Vérité

Voir aussi : Catégorie:Concept logique

### Concepts de philosophie de la connaissance
- L'abstraction / l'abstrait et concret

- Analyse
- Acatalepsie
- Synthèse
- Information
- Épistémè / Savoir / Connaissance
- Doxa / opinion
- Perception, par les sens, et par l'esprit
- Expérience
- Intuition
- La raison
- L'imagination
- La mémoire
- Le sujet et l'objet

Voir aussi : Catégorie:Concept épistémologique

### Concepts de philosophie des sciences
- Obstacle épistémologique
- Paradigme
- Pseudo-science
- Raisonnement
- Réfutabilité
- Rupture épistémologique
- Science
- Vérité scientifique
- La théorie
- Zététique

## Ontologie

### Domaines concernés
- La matière ,
- La représentation du monde, la cosmologie,
- Le corps

### Concepts
- Acte/Puissance
- La conscience
- Le Chaos
- La contingence
- La complexité
- Le Cosmos,
- L'existence
- le hasard
- L'immanence et la transcendance
- Le monde,
- Les pseudo-sciences
- La Réalité
- Le sujet et l'objet,
- La signification,
- Les universaux par opposition au particulier,

## Renaissance

### Domaines concernés
- La matière et l'esprit
- La représentation du monde
- La théologie

### Concepts
- L'âme, la psyché
- L'espace
- La conscience
- La cause première
- Dieu
- La causalité
- Les quatre causes dans la théorie de la connaissance d'Aristote :
  - la cause matérielle, associée à la matière, la puissance
  - la cause formelle, associée à la forme, l'acte
  - la cause efficiente ou motrice, associée au mouvement,
  - et la cause finale, associée au  telos, finalité de l'action humaine (téléologie)
- Omnipotence
- L'essence
- le Tao
- L'Être, l'étant
- L'existence
- Le noumène, par opposition au phénomène
- Le phénomène
- La transcendance
- Le monde
- La substance (ousia chez Aristote)
- Le sujet (le cogito) et l'objet
- Le symbole
- Les universaux par opposition aux particuliers
- La substance
- Le temps : valeur objective ou subjective (présentisme, éternalisme)
- La réalité

Voir aussi Catégorie:Concept métaphysique

## Philosophie morale
- l'absurde
- Acte gratuit
- le bonheur,
- La vertu,
- L'action,
- La destination de l'homme
- Le bien
- Le bien commun, l'utilité
- Le devoir
- Le travail
- La responsabilité
- La conscience
- Le principe de précaution
- Le renoncement
- L'altérité : les relations à autrui
- Le respect
- L'affection
- Le plaisir et la douleur
- Les émotions et les sentiments
- La magnanimité
- La passion
- L'habitude
- La volonté
- La personnalité, le moi
- l'expérience morale
- L'amour[1],[2]
- Le désir[1]
- Le manque[1]

Voir aussi Catégorie:Concept de philosophie morale

## Esthétique
- Catégorie esthétique
  - le beau
  - le sublime
- l'art
- Créativité
- Imitation, mimesis et représentation
- harmonie
- Illusion
- Imagination, Intuition
- émotion, sentiment, sensation, plaisir, satisfaction, agréable

Voir aussi  Catégorie:Concept d'esthétique et Catégorie:Catégorie esthétique

## La politique
- La citoyenneté
- Le devoir
- L'État
  - Le pouvoir : le pouvoir exécutif, le pouvoir législatif, le pouvoir judiciaire
  - La souveraineté
- Le droit
  - * Les droits naturels
  - La liberté
  - la propriété
  - la sûreté
- L'histoire
- La légitimité
- La loi
- La justice sociale

## Listes de concepts rattachés à des écoles philosophiques
- Concepts socratiques
- Concepts platoniciens
- Concepts aristotéliciens
- Liste de concepts de la philosophie aristotélicienne
- Vocabulaire du scepticisme antique
- Concepts cartésiens
- Concepts spinozistes
- Concepts leibniziens
- Concepts kantiens
- Concepts et outils théoriques marxistes
- Concepts nietzschéens
- Concepts husserliens
- Lexique de phénoménologie
- Lexique de Martin Heidegger

## Listes de concepts par domaines
- Liste de concepts logiques
- Liste de concepts esthétiques